# Stazione di Belvedere
Stazione di Belvedere bezárt vasútállomás Olaszországban, Aquileia település közelében.

## Vasútvonalak
Az állomást az alábbi vasútvonalak érintik:
- Cervignano–Aquileia–Pontile per Grado-vasútvonal

## Kapcsolódó állomások
A vasútállomáshoz az alábbi állomások vannak a legközelebb:
- Stazione di Aquileia
- Pontile per Grado railway halt